# Oscar Rizzato
Oscar Rizzato (ur. 8 lutego 1929 w San Giorgio delle Pertiche, zm. 11 stycznia 2021 w Padwie) – włoski biskup katolicki, arcybiskup ad personam, jałmużnik papieski w latach 1989–2007.

## Życiorys
4 lipca 1954 otrzymał święcenia kapłańskie i został inkardynowany do diecezji Padwy.
23 grudnia 1989 papież Jan Paweł II powołał do na urząd jałmużnika papieskiego, kierującego Urzędem Dobroczynności Apostolskiej, podnosząc go do godności arcybiskupa tytularnego Virunum. Sakry biskupiej udzielił mu osobiście papież.
28 lipca 2007 papież przyjął jego rezygnację z urzędu złożoną ze względu na wiek.